# Super Contra
Super Contra (jap. スーパー魂斗羅 エイリアンの逆襲, Sūpā Kontora: Eirian no Gyakushū) – gra akcji wydana przez Konami w 1988 roku na automaty do gier i konsole. Jest to kontynuacja pierwszej części i podobnie jak w oryginale gracz wciela się w jednego z dwóch komandosów walczących z kosmitami.
Wersja wydana na NESa była nieco zmodyfikowana w stosunku do wersji z automatu oraz miała inną nazwę. W Stanach Zjednoczonych wydano ją jako Super C, a w Europie i Australii jako Probotector II: Return of the Evil Forces. Później obie wersje gry zostały ponownie wydane na różne platformy.

## Fabuła
Kilka lat po wydarzeniach z pierwszej części, kosmici zajmują bazę wojskową. Zadanie jej oswobodzenia otrzymują dwaj komandosi, Bill Rizer i Lance Bean, którzy tym razem muszą walczyć nie tylko ze swoimi byłymi towarzyszami broni, ale także z nową, zmutowaną formą kosmitów.

## Rozgrywka
Rozgrywka w wersji na automaty i konsole jest zasadniczo taka sama jak w poprzedniej części. Główna różnica polega na wprowadzeniu poziomów 3D. Ponadto widok z boku wzbogacono o pochylenia powierzchni i lepsze cieniowanie. Nowością w stosunku do oryginalnej Contry jest też możliwość kontrolowania wysokości skoku, poprzez przytrzymywanie odpowiedniego przycisku. Gra na automaty składa się z pięciu poziomów, rozgrywających się m.in. w bazie wojskowej, dżungli i kryjówce obcych. Poziomy 1, 3, i 4 maja widok z boku, a 2 i 5 w 3D.
Tak, jak w pierwszej części, gracz może zdobywać ulepszenia i zmieniać swój karabin w jedną z czterech specjalnych broni:
- karabin maszynowy
- karabin ze strzałem rozproszonym
- laser
- granatnik
- Mega Shell – wystrzelone pociski zabijają natychmiast wszystkich wrogów (dostępne tylko na poziomach 3D)

W przeciwieństwie do innych gier z serii, ikony kapsuł z bronią są przedstawione w postaci danej broni, a nie liter.

## Porty gry
W Japonii wersja na konsolę Nintendo Entertainment System została wydana 2 lutego 1990, a w kwietniu tego samego roku w Stanach Zjednoczonych (pod nazwą Super C). W Europie i Australii gra pojawiła się pod nazwą Probotector II: Return of the Evil Forces w 1992 roku.
W 1990 r. Distinctive Software rozwinęło konsolową wersję Super C, która została wydana w USA na Commodore Amiga i IBM PC przez Konami. Choć tytuł gry pochodził z NESa, to komputerowy port oparty był na wersji z automatu.
25 lipca 2007 r. w Xbox Live Arcade pojawiła się emulowana wersja gry z automatów na Xboxa 360 z poprawioną grafiką i zremiksowaną oprawą muzyczną. Dodano również możliwość gry wieloosobowej przez Xbox Live.
Windows/Nintendo DS – w 2002 r. wydano emulowaną wersję gry z NESa, która była częścią pakietu Konami Collectors' Series: Castlevania and Contra. Z kolei w 2007 r. Super C wydano w USA na Virtual Console. Obie wersje gry znalazły się jako bonus w wydanej na Nintendo DS Contrze 4.
Mobilna wersja Super Contry przeznaczona na telefony komórkowe została wydana w Japonii 5 marca 2008 r. i zbiegła się z premierą gry Contra: Dual Spirits (japońska lokalizacja Contry 4). Wersja mobilna zawierała poziomy znane z NESa, ale miała grafikę podobną do wersji automatowej.
Gra pojawiła się także na NES Classic Edition.